# DR-Baureihe V 100

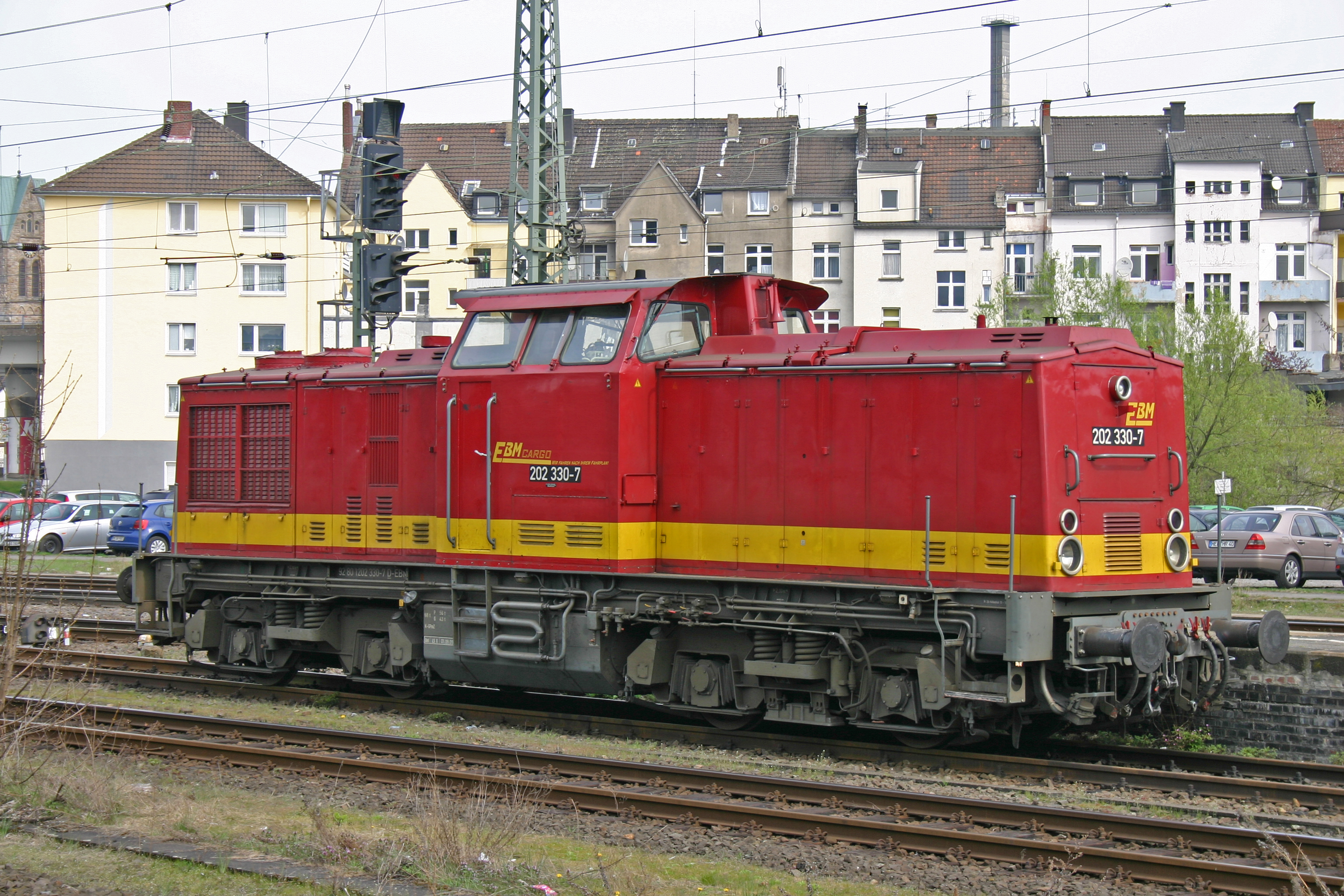
202 330-7, een van de vele machines die na 1992 een twee leven kregen, hier voor EBM-Cargo bij station Hagen, maart 2014

De DR-Baureihe V 100 is een Oost-Duitse diesellocomotief die in de jaren zestig van de twintigste eeuw is ontworpen voor de middelzware reizigers- en goederendienst en de zware rangeerdienst. De locomotief vertoont grote gelijkenis met de West-Duitse V100.

## Geschiedenis
Het midden jaren vijftig door de Deutsche Reichsbahn (DR) voorgestelde diesellocprogramma voor de vervanging van de stoomlocomotieven omvatte de series V 15, V 60, V 180 en V 240. Er ontbrak echter een loc met ongeveer 1000 pk vermogen voor zowel de lichte tot middelzware personen- en goederendienst als de zware rangeerdienst, die de stoomlocs van de series 38, 55, 57, 78 en 93 zou kunnen vervangen. Dit gat zou in eerste instantie door import van op de Russische TGM3 gebaseerde locs opgevuld worden. Toen duidelijk werd dat de Sovjet-Unie niet in staat zou zijn de locomotieven te leveren, begon men in 1963 met de ontwikkeling van een eigen 1000-pk-dieselloc, waarbij zo veel mogelijk onderdelen van de serie V 180 gebruikt zouden kunnen worden.
Bij Lokomotivbau Karl Marx Babelsberg ontstond op basis van deze uitgangspunten een vierassige diesellocomotief met hydraulische aandrijving, met cabine in het midden. Het eerste prototype, V 100 001, werd in 1964 gebouwd, en had een twaalfcilinder 900 pk motor type 12 KVD 18/21 A-2, zoals die ook in de V 180 werd gebruikt. Het tweede prototype, van 1965, kreeg de 1000 pk motor van het type 12 KVD 18/21 A-3 van VEB Motorenwerk Johannisthal, die in de serie werd toegepast. De twee prototypes werden niet door de Reichsbahn afgenomen, en zijn op 19 december 1968 bij een brand in het Reichsbahnausbesserungswerk van Cottbus verloren gegaan. De nummers V100 001 en 002 zijn in maart 1969 opnieuw toegekend aan op dat moment nieuw geleverde machines.
Nadat duidelijk werd dat de serieproductie zou gaan plaatsvinden bij Lokomotivbau Elektrotechnische Werke Hans Beimler Hennigsdorf, werd daar in 1966 een derde prototype gebouwd. Deze V 100 003 is het oudst bewaarde exemplaar, en is in bezit van het DB Museum Nürnberg, die de machine uitleent aan de Förderverein Berlin-Anhaltische Eisenbahn in Lutherstadt Wittenberg. De serieproductie van de locomotief begon in 1967. In 1978 werd de laatste gebouwd. In totaal werden er van deze locomotief 1146 gebouwd: 3 prototypes, 746 als V 100.1, 120 als V 100.2, 86 als V 100.4 en V 100.5 (van die laatste twee series ook een aanzienlijk aantal voor industriële bedrijven), en daarnaast nog 190 locs van de typen V 100.2 en V 100.3, die naar China geëxporteerd werden. Vanaf 1970 werd de serie bij DR omgenummerd in Baureihe 110. De volgnummers van de bij DR ingezette machines waren 110 001-171 en 110 201-896, 111 001-037, en 110 961-970 en 110 980. Bij latere verbouwingen van deze machines ontstonden de series 108, 112, 114, 115 en 199.
Na de samensmelting van DR en DB tot DB AG in 1994, kwamen problemen met de serie aan het licht. Bij het rijden op nieuw aangelegde en recent geslepen sporen, vertoonden de locs bij hogere snelheden schommelloop. Het probleem was terug te voeren op ongelijke slijtage van het loopvlak van de wielen (Hohllauf). De bedrijfsleiding verlaagde daarom de maximumsnelheid voor de locs tot 80 km/uur, wat erin resulteerde dat de serie van het hoofdnet geweerd werd. Het probleem werd later bij een aantal locs aangepakt door ze van extra dempers in de draaistellen te voorzien.
Veel van de door DB AG terzijdegestelde locomotieven werden door het Reichsbahnausbesserungswerk (hoofdwerkplaats) in Stendal overgenomen. De locs werden daar naar de wens van de klant gereviseerd en omgebouwd. In sommige gevallen kon door de revisie ook de maximumsnelheid weer verhoogd worden tot 100 km/uur. Van zulke locs werd door sommige afnemers het serienummer in 203 veranderd.

## Techniek
De dieselloc rijdt op twee tweeassige draaistellen, die beide met een draaipen met het frame verbonden zijn. Het hoofdframe rust middels drukveren met geleideplaten op de draaistellen. De loc heeft een middenstuurstand. In het voorste compartiment zijn de dieselmotor en de koeleenheid ondergebracht. In het achterste compartiment bevinden zich de ventilatorgeneratoren, de startmotor, de schakelkast, de compressor, het drukvat, de accu's, de verwarmingsketel (of andersoortige verwarming), ballastgewichten en de zekeringen en meestal ook radioapparatuur.
In het chassis onder de stuurstand hangt de hydraulische aandrijving. De aandrijving bestaat uit een start- en twee rijversnellingen en een keerkoppeling. De eerste locomotieven (V 1000-1) waren nog met een versnellingsbak uitgerust die een keuze bood tussen rij- en rangeerstand. Omdat deze serie (tot de latere subseries 108 en 111) nauwelijks voor rangeerdiensten ingezet werd, zag men vanaf 1969 (V 1002) van deze gangwissel af. Vanaf deze versnellingsbak worden via differentiëlen en kruiskoppelingen de vier assen aangedreven. Links en rechts van het versnellingshuis zijn de brandstoftanks ondergebracht.
De locomotief kan in treinschakeling rijden. De regeling van de draaisnelheid van de motor wordt daartoe elektromechanisch geregeld. Voor de treinverwarming was in de locomotief aan het eind van het achterste deel een lagedruk stoomketel geplaatst. Drinkwater werd aan boord gemaakt door middel van een ionenwisselaar.

## Varianten

### Baureihe 112 (DB-Baureihe 202)

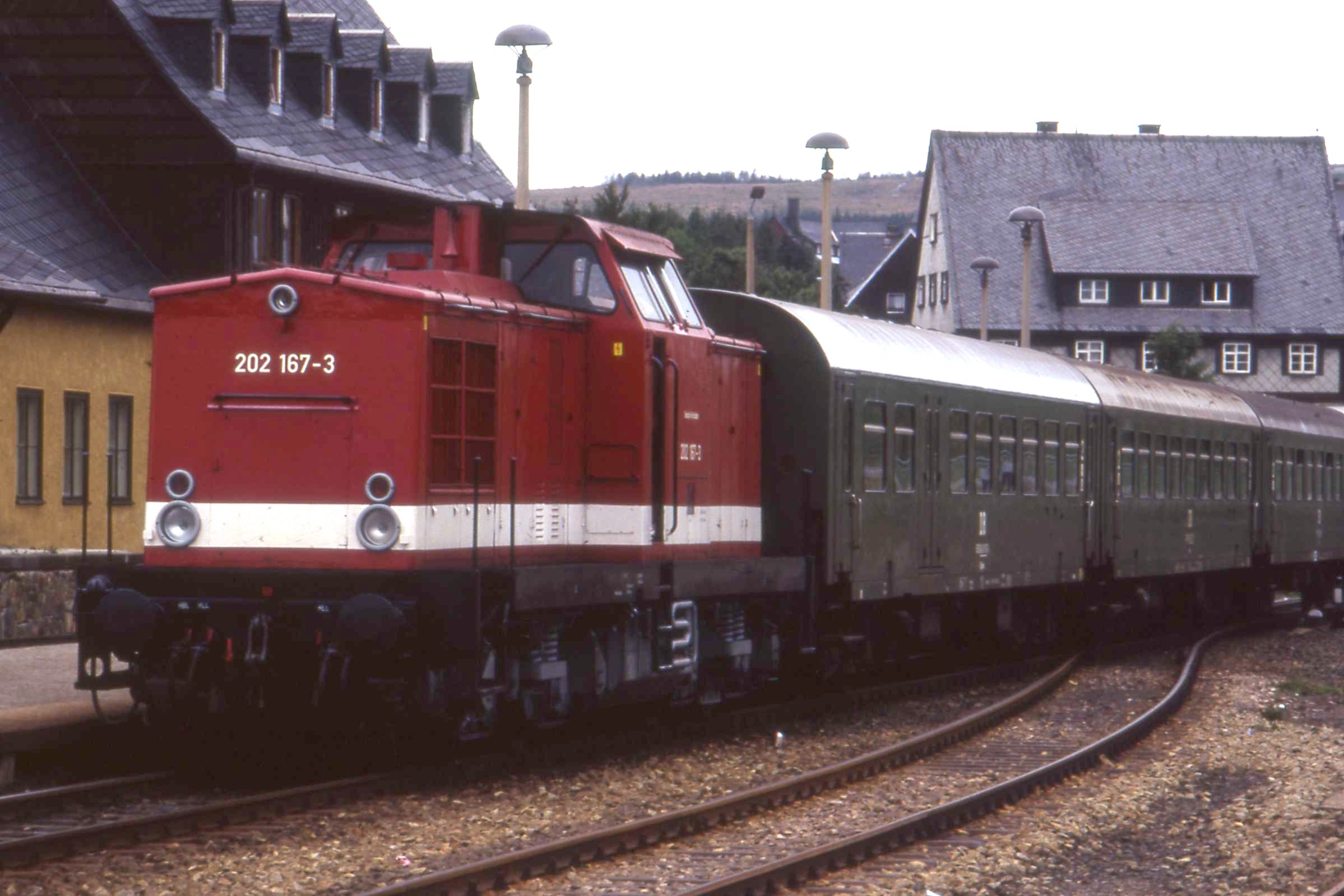
202 167-3 in Altenberg, Ertsgebergte, augustus 1992

Als proef werden in 1972 drie 110's (110 457-9, 511-3 en 512-1) van een 1200 pk sterke dieselmotor voorzien, met de bedoeling ze ook in sneltreindiensten in te kunnen zetten. De Hydrostatische aandrijving werd - evenals sommige andere onderdelen - daarop aangepast. De eerste proeven waren niet bijzonder geslaagd, waarop de motor met een intercooler werd uitgerust. Deze motoren kregen de aanduiding 12 KVD 18/21 A-L3 (de 'L' staat voor 'Ladeluftkühler'). Tussen 1981 en 1990 volgde de ombouw naar 1200 pk bij Raw Stendal door het plaatsen van de doorontwikkelde 12 KVD 18/21 AL-4 en AL-5 motoren. In eerste instantie behielden de verbouwde locs hun nummer. Toen duidelijk werd dat het handiger was als de verbouwde, krachtiger machines, makkelijker onderscheiden konden worden, kregen ze vanaf 1 januari 1981 het serienummer 112. Al naargelang de geraadpleegde bron werden in Stendal 492 tot 504 locs omgebouwd. Op 1 januari 1992 werden 496 locs in de serie 202 omgenummerd, toen de DR het nummersysteem van DB overnam, waarbij het serienummer van diessellocomotieven altijd met een 2 begint.

### Baureihe 114 en 115 (DB-Baureihe 204)

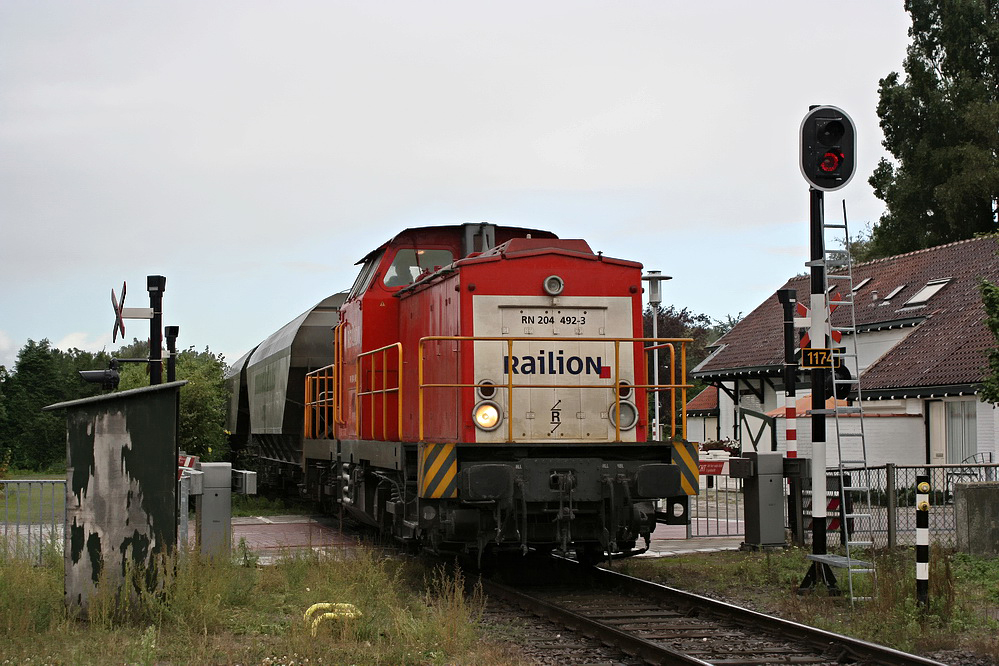
204 492-3 van Railion in Sas van Gent, september 2007

De laatste ontwikkeling was serie 114 met een 12 KVD 18/21 AL-5. In eerste instantie werden motoren met 1400 pk (1029 kW) gebruikt, wat volgens het DR-schema het serienummer 114 gaf. Met het beschikbaar komen van een verbeterde uitlaatgasturbolader kon het vermogen tot 1500 pk (1100 kW) verhoogd worden. Deze locs vormden de 115-serie. Toen nog uitsluitend de 1500-pk-motor werd ingebouwd, besloot de DR deze locomotieven bij de 114-serie in te delen. Zo verdween de 115-serie weer. In totaal werden in Raw-Stendal tussen 1983 en 1991 65 locs omgebouwd. Op 1 januari 1992 werden alle locs van de BR 114 in de DB-serie 204 omgenummerd.
De locomotieven 204 366, 399, 492, 616 en 626 zijn bij Railion Nederland ondergebracht en in Terneuzen gestationeerd. Daar bedienen ze het goederenverkeer op de zijtak tussen Sas van Gent en Zelzate.
Verder zijn er locs aan Railiondochters verkocht zodat er nu 204's in Bulgarije en Hongarije rijden.
DE MEG 103 (DB 204 774) is aan de Dampflokfreunden Salzwebel in bruikleen gegeven en in Wittenberge terzijde gesteld.

### Baureihe 111 (DB-Baureihe 298)

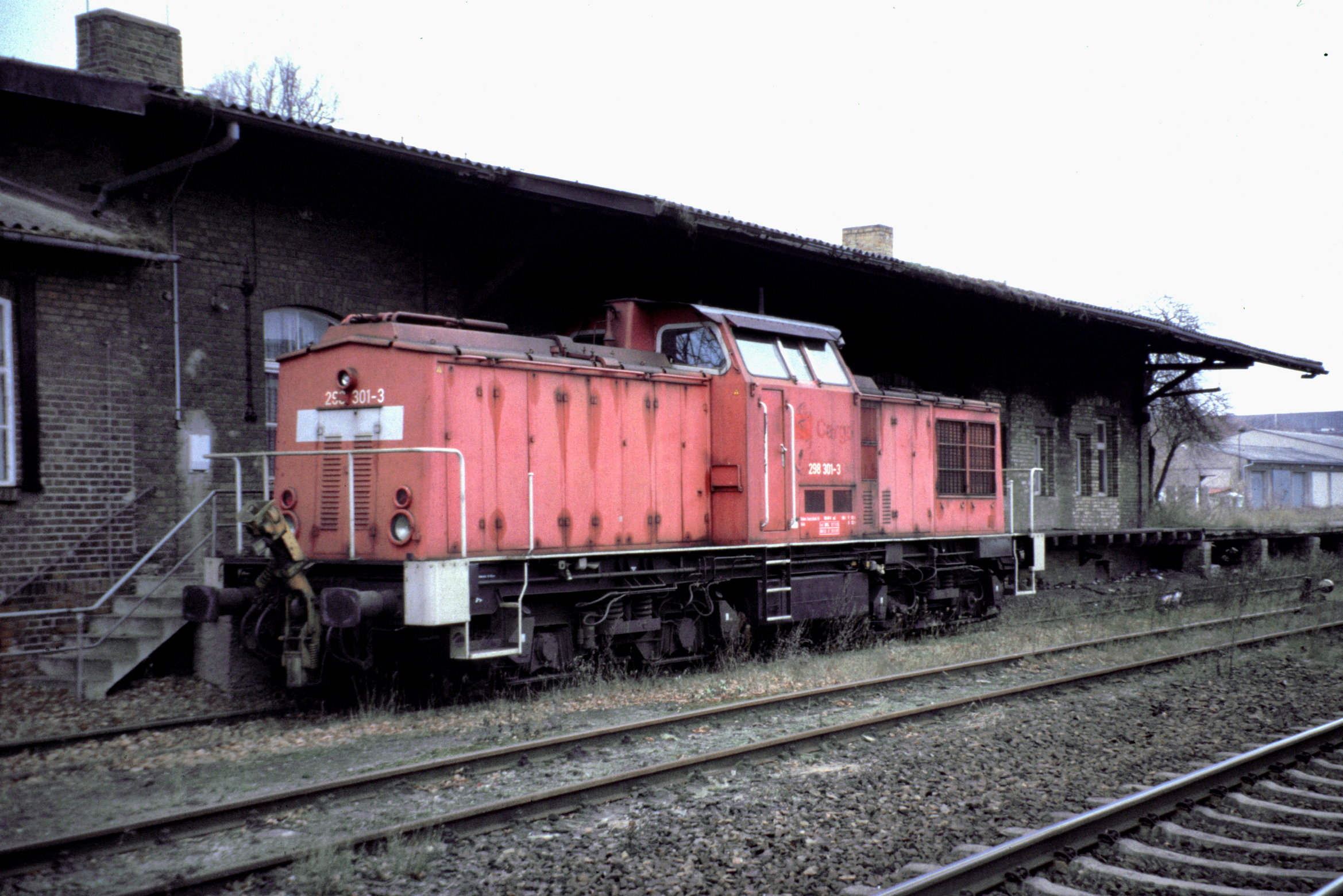
DB 298 301, de voormalige 111 001 in Niesky, december 2004

Bij het begin van de serieproductie van de V 100 waren alle machines geschikt voor zowel de rangeerdienst als het trekken van snellere goederen- en reizigerstreinen. Bij de bouw van V 100 171 was duidelijk dat de machines in de praktijk nauwelijks voor rangeerdiensten werden ingezet, en vanaf de V 100 201, geleverd in november 1969, werden de locomotieven zonder rangeerstuurstand geleverd. Toen daaraan toch behoefte ontstond, is een aantal locs later volledig voor het gebruik in de rangeerdienst omgebouwd, ofwel daarvoor al bij de bouw geschikt gemaakt. Daartoe werd de in dat geval overbodige treinverwarmingsinstallatie verwijderd en de ketel vervangen door een betonnen ballastgewicht. De maximumsnelheid werd door middel van een andere overbrengingsverhouding verlaagd naar 65 km/u, ten behoeve van een grotere trekkracht. Deze locs kregen als serienummer 111, en waren uiterlijk te onderscheiden door hun oranje kleur.

### Baureihe 108 (DB-Baureihe 293/298)
In tegenstelling tot de oorspronkelijke serie 110, hebben deze locomotieven een hydraulische keerkoppeling met zowel twee voorwaartse als achterwaartse versnellingen, die ook voor dynamisch remmen gebruikt kunnen worden, en een zuinige motor met lager vermogen. Vanwege de nieuwe bestemming als rangeerlocomotief, kon ook de verwarmingsketel vervallen. In plaats daarvan werden extra koelers en een voorverwarmingsapparaat ingebouwd. Een loc, de 108 161, kreeg een van de zijkant bediende cabine, waarbij ook de toegang werd aangepast, en een uiterlijk verschil ontstond met het oorspronkelijke ontwerp.
Met ingang van 1992 kregen deze locomotieven de nieuwe serieaanduiding 293. Met de installatie van radiografische afstandsbediening tussen 1996 en 1998 werden ze opnieuw omgenummerd, ditmaal naar serie 298.

### Baureihe 110.9 (DB-Baureihe 710)
Voor de DR werden vanaf 1981 tien locomotieven met 736 kW (1000 pk) gebouwd, vanaf locnummer 110 961, die aan de voorkant over een nevenaandrijving (aftakas) beschikten. Deze machines werden gebruikt voor de aandrijving van graafeenheden bij de spoorbouw en voor zware sneeuwploegen. Ze behoorden niet tot het rollend materieel van de DR, maar werden aan de afdeling bouwwerken toegewezen. Met ingang van 1992 kregen ze het serienummer 710 en vanaf 1994 werden ze verkocht aan particuliere spoorwegmaatschappijen. De aftakas werd daarbij weer verwijderd.

### DB-Baureihe 203

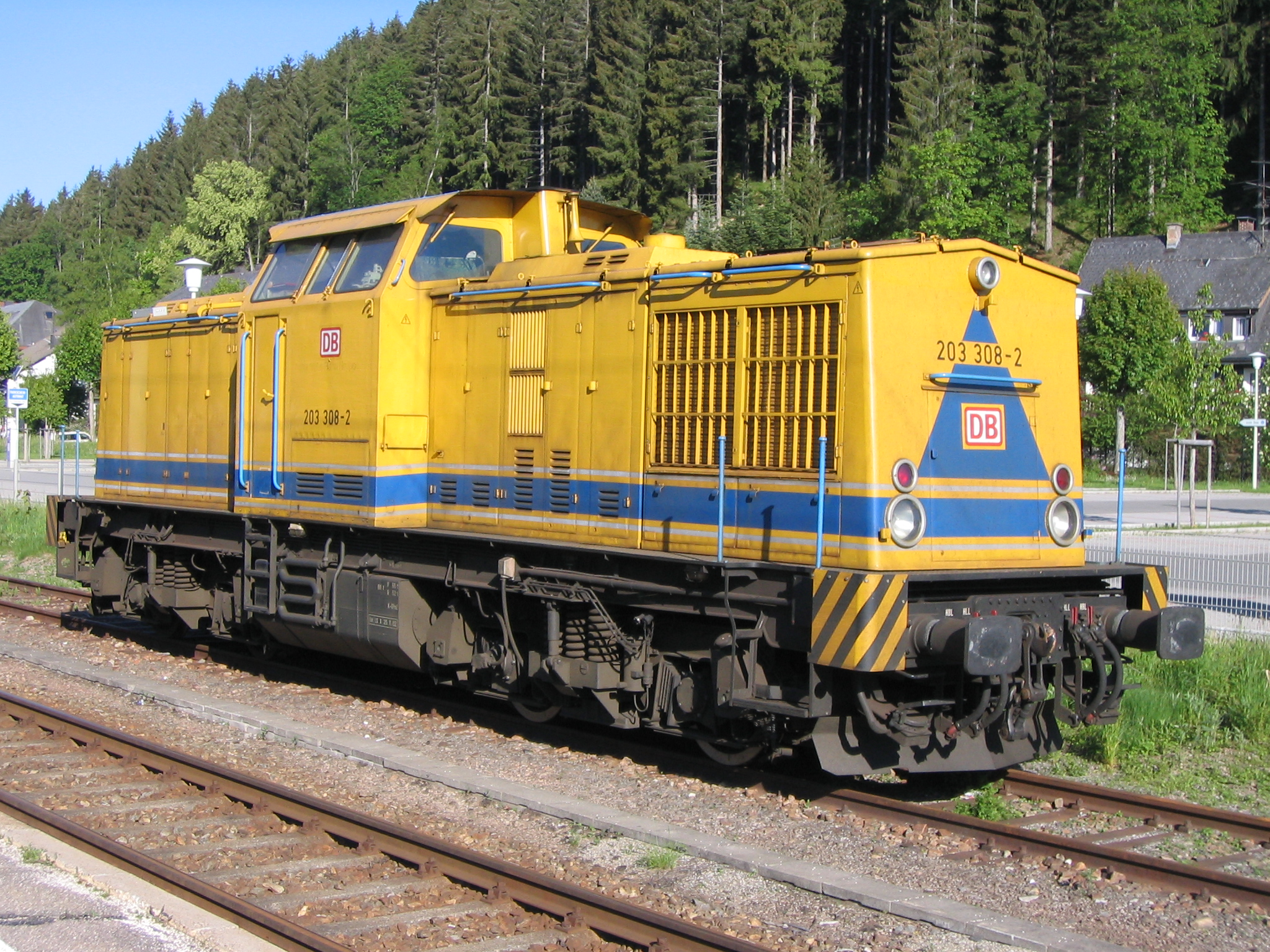
juni 2006, de 203 308-2 in Titisee, Baden-Württemberg

Dit zijn omgebouwde locomotieven van de serie 112, die met zwaardere motoren (1877 pk) van Caterpilar of MTU zijn uitgerust. De ombouw gebeurde bij Alstom in Stendal (het voormalige RAW). De locomotieven konden worden gekocht, geleased of gehuurd. Op aanvraag van de klant konden ze een nieuwe opbouw of toevoegingen krijgen.
Bij DB waren locomotieven van deze serie in dienst bij de afdeling spoorbouw en -onderhoud (DB Netz) en bij DB Regio in Neurenberg, Regensburg en Würzburg. De machines uit Regensburg werden voor Railion in Regensburg-Oost ingezet. Intussen zijn bij DB deze machines weer uit het locomotievenbestand afgevoerd.
Private spoorwegondernemingen namen daarna nog een fors aantal van deze locs in gebruik. In andere landen nam onder meer SBB Cargo, uit Zwitserland, locs van deze serie in dienst.

### Baureihe 199.8 (HSB 199.8)

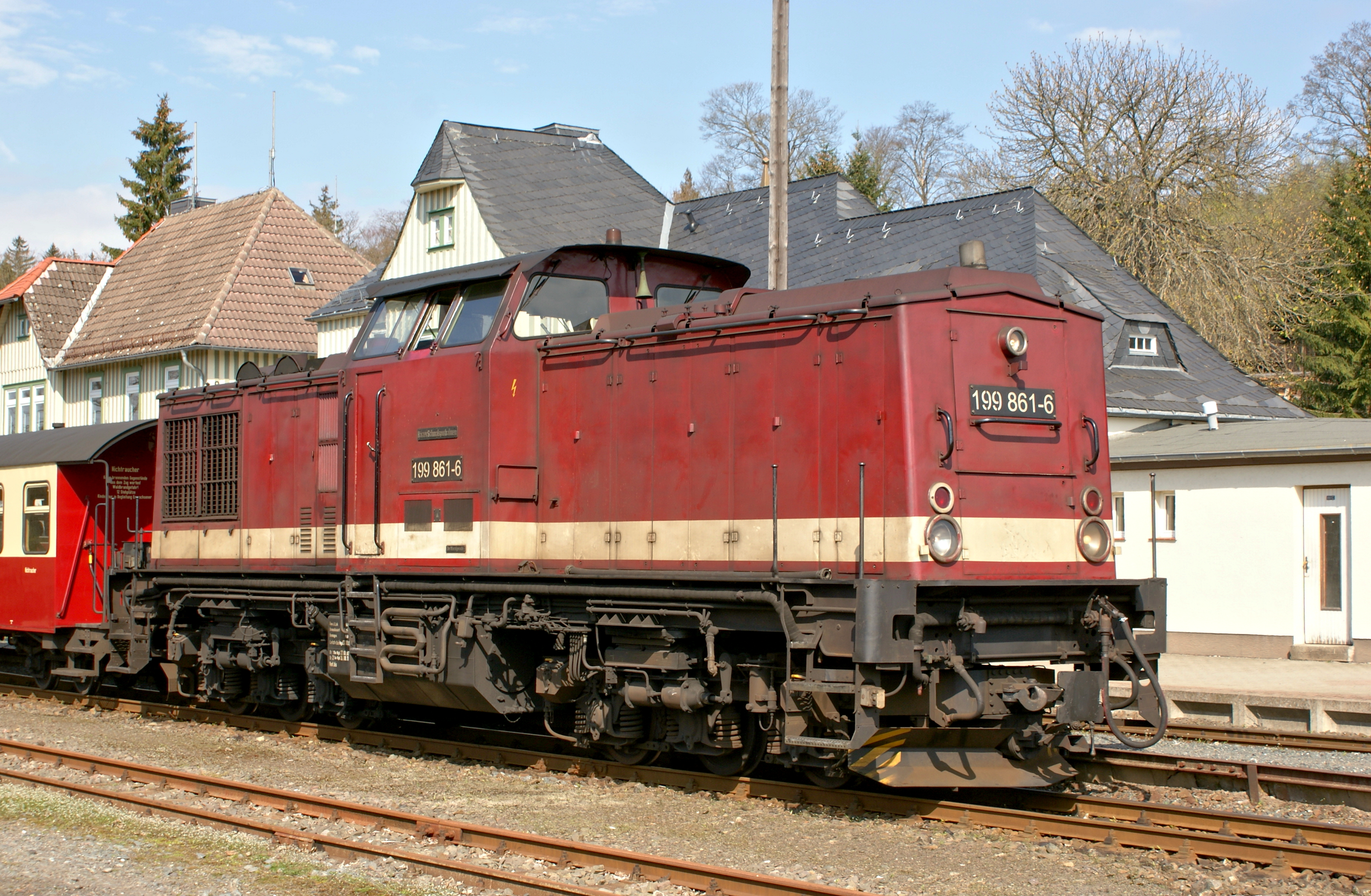
de metersporige DR 199 861-6 in Elend (Harz), april 2012

Ter vervanging van de stoomlocomotieven op de smalspoorbanen in de Harz (meterspoor), zouden aanvankelijk dertig machines van de serie 110, met een volgnummer in de 800, omgebouwd worden naar zesassige machines (asindeling C'C'), om daarna als serie 199.8 aangeduid te worden. Dat is uiteindelijk met tien machines daadwerkelijk gebeurd. De eenwording van Duitsland maakte aan de verdere ombouw een eind. In 1993 gingen deze machines mee over naar de Harzer Schmalspurbahnen (HSB).